# Armando Gellona
Armando Romualdo Gellona Ansaldo (Santiago, 6 de agosto de 1926-Talagante, 4 de marzo de 2007) fue un deportista y dirigente deportivo chileno.
Como deportista, fue uno de los más destacados en el tiro al vuelo en su país. Fue presidente del Comité Olímpico de Chile (COCh) entre 1974 y 1978, cuando la rivalidad que existía entre el COCh y la Dirección General de Deportes y Recreación (Digeder), organismo manejado por militares chilenos, provocó su salida del organismo deportivo.

## Biografía

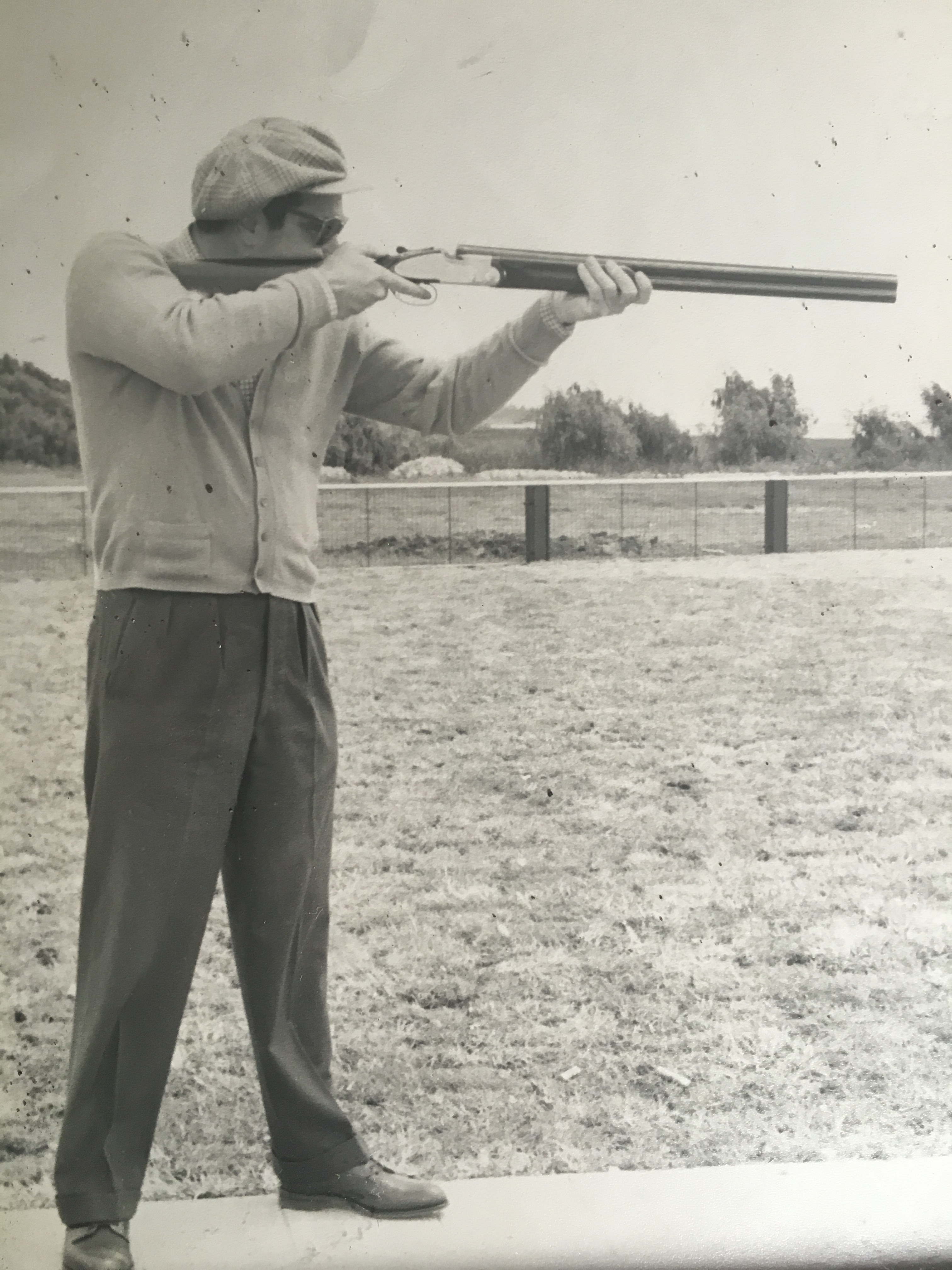
Gellona practicando tiro skeet en Lo Curro, 1965.

Hijo de Antonio Gellona Piovera y de Olga Ansaldo Venoso, hijos de inmigrantes italianos nacidos en Chile, pasó gran parte de su niñez postrado en una cama con asma, hasta su adolescencia. Durante sus años de postración, comenzó a interesarse por los deportes y la vida al aire libre; el tiro al blanco móvil y la caza fueron los deportes que practicaba con mayor frecuencia.
Se casó dos veces y tuvo seis hijos.

## Carrera deportiva

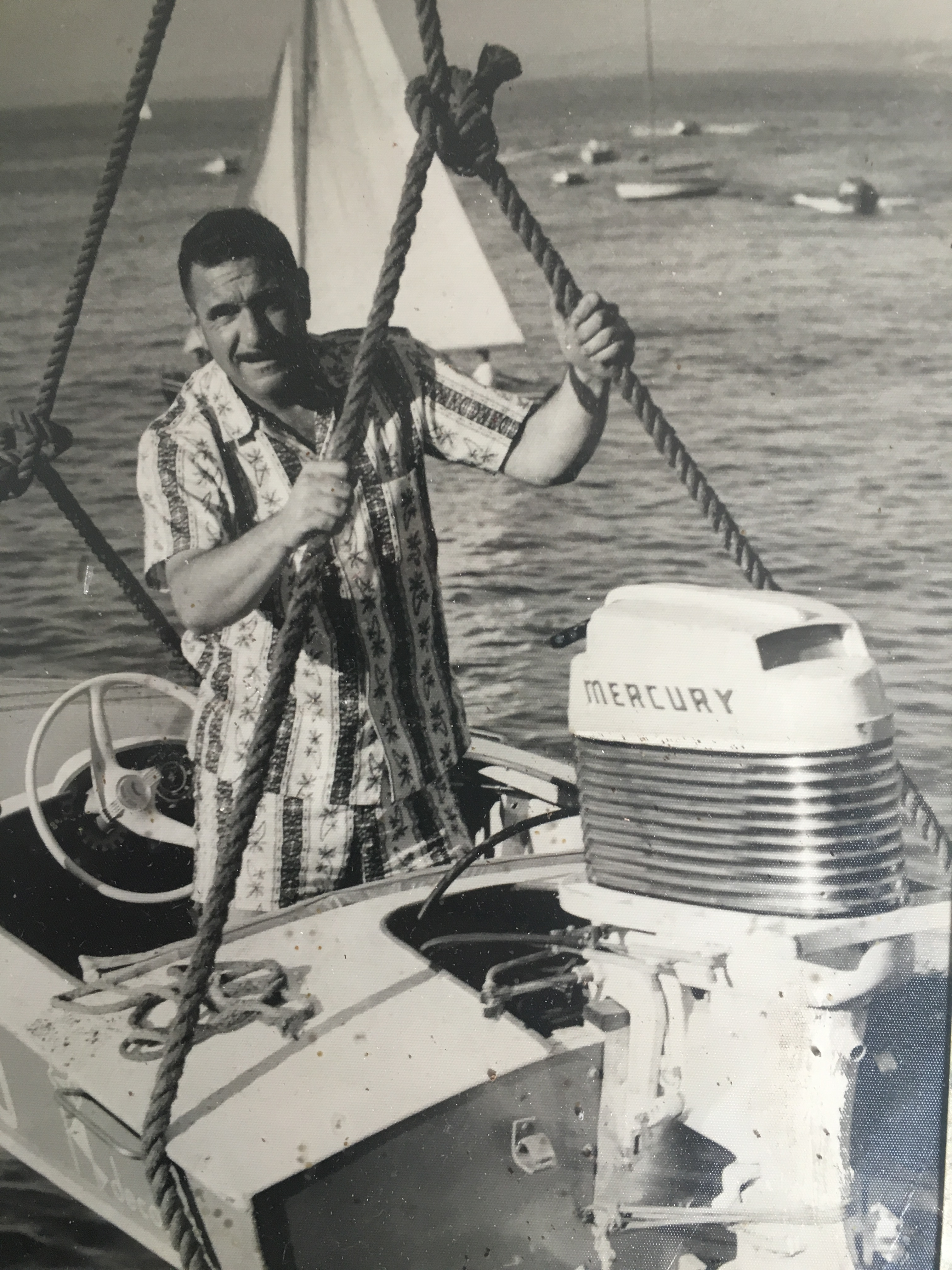
Higuerillas,circa 1960.

Comenzó a practicar varios deportes durante su adolescencia, siendo la lancha de velocidad y el tiro al vuelo los más destacados. En lanchas ganó todas las carreras en las que compitió y posee hasta el presente el récord chileno de velocidad. En tiro al vuelo, su especialidad fue el tiro skeet donde ganó varios campeonatos nacionales en la década de 1960 haciendo un récord prácticamente inalcanzable pegando 199 platos sobre un máximo de 200. 
Su logro internacional más importante fue la medalla de bronce en tiro skeet en los Juegos Panamericanos de 1967. Por entonces, se inició como dirigente.

## Dirigente deportivo

### Presidente del COCh
Apoyado por un grupo de dirigentes de diversos deportes, fue elegido en abril de 1974 como presidente del Comité Olímpico de Chile (COCh), marcando un hito importante, fue la primera elección democrática en Chile desde el golpe de estado un año antes y la última en el Comité Olímpico Chileno hasta los años 1990.[cita requerida]
La primera misión de su mandato fue rescatar a todos los deportistas que estaban en centros de detención o eran perseguidos políticos, y mediar con la Dirección General de Deportes y Recreación (DIGEDER) y la dictadura militar para que estos atletas tuvieran la tranquilidad de volver a entrenar sin ser molestados.[cita requerida]

Inmediatamente después comenzó a modernizar y a acercar el COCh a los estatutos y bases del COI. Un deporte mas profesional dentro del amateurismo, presentó los proyectos de pensión de gracia para aquellos que habían dado triunfos para Chile y que ya estaban retirados y una dieta para aquellos que practicaban deporte de manera profesional para cubrir los gastos de entrenamiento y movilización.[cita requerida]

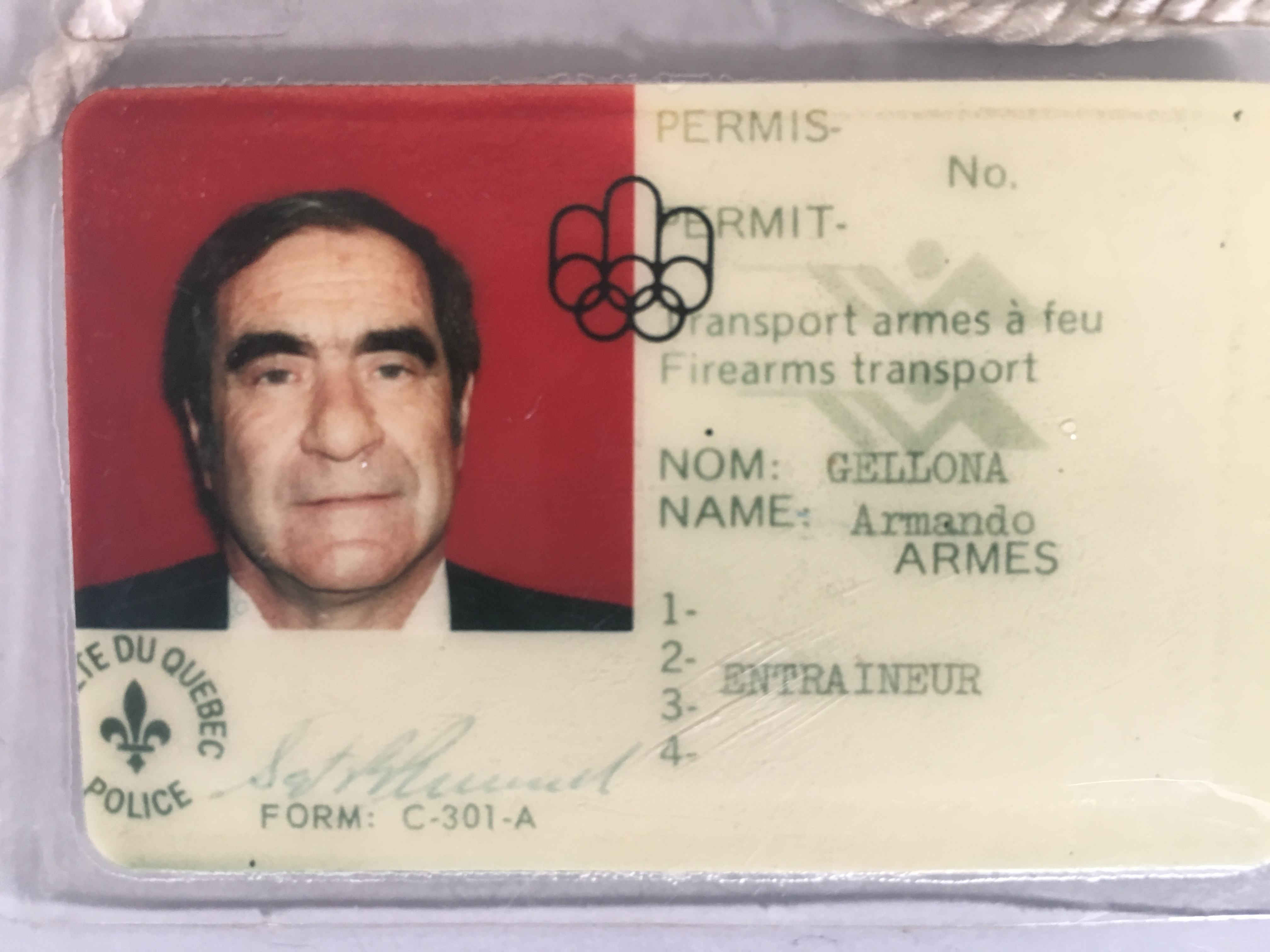
Credencial de Gellona en los Juegos Olímpicos de Montreal 1976.

Vinieron los Juegos Panamericanos de 1975 y los Juegos Olímpicos de Montreal 1976, donde Chile tuvo una discreta participación. Esto motivó que se creara la escuela de talentos deportivos, el equivalente al centro de alto rendimiento de hoy, sin embargo no contó con el apoyo de la DIGEDER, con quien Gellona tuvo varios roces.[cita requerida]
Otra polémica fue la del entrenador de voleibol de origen chino que contrató el COCh de Gellona para iniciar un trabajo a largo plazo con los equipos masculinos y femeninos. Después de 2 meses de trabajo la DIGEDER lo inhabilito porque era de un país de la órbita comunista.[cita requerida]
A mediados de 1977 una desafortunada declaración, dirigida en contra de su par de la DIGEDER, a un diario local, Gellona dejó entrever, que mientras el organismo fuera manejado por militares y no por gente ligada al deporte seria muy difícil conseguir el apoyo necesario del gobierno para ayudar a los deportistas. Esto fue tomado, como un ataque directo al gobierno y a su junta militar y marcaría el principio del fin para Armando Gellona y el inicio de la época más negra para el COCh.[cita requerida]

### Escándalo, detención y retiro
En 1978 Gellona se encontraba en un congreso de la ODEPA en Puerto Rico, cuando se dictó una orden de detención en su contra,[cita requerida] acusado de malversar unos $ 87 millones de la Polla Gol, que estaban destinados a una remodelación de el gimnasio del COCh.[cita requerida]
Paralelamente a esto, el vicepresidente del COCh Isaac Froimovich lo acusó de otras irregularidades menores, lo que significaba el quiebre total de Gellona con su directorio y con el COCh. Ello se sumó a una serie de extrañas denuncias por parte del gobierno que sumaban evasión y otras que involucraban dineros fiscales que jamás se investigaron.[cita requerida]
Gellona renunció a la presidencia en el COCh y posteriormente fue detenido en el Anexo Cárcel Capuchinos, donde fue liberado 20 días previo pago de una fianza.[cita requerida] Su familia acusa que fue torturado por efectivos de la dictadura.[cita requerida] Tras su retiro del ambiente deportivo, se radicó en Talagante en 1979.   
En 1986, la justicia lo condenó a cuatro años de cárcel. A fines de los años 1990, todos los antecedentes de su condena desaparecieron.[cita requerida] Murió en Talagante en marzo de 2007.  